# Diocesi di Timbriade
La diocesi di Timbriade (in latino: Dioecesis Tymbriadensis) è una sede soppressa del patriarcato di Costantinopoli e una sede titolare della Chiesa cattolica.

## Storia
Timbriade, nell'odierna Turchia, è un'antica sede episcopale della provincia romana della Pisidia nella diocesi civile di Asia. Faceva parte del patriarcato di Costantinopoli ed era suffraganea dell'arcidiocesi di Antiochia.
La diocesi è documentata nelle Notitiae Episcopatuum del patriarcato di Costantinopoli fino al XII secolo.
Quattro sono i vescovi attribuiti a questa antica diocesi. Costantino partecipò al terzo concilio di Costantinopoli nel 680 e al concilio in Trullo nel 692. Giovanni figura nella lista delle presenze e in quella delle sottoscrizioni dell'ultima sessione del secondo concilio di Nicea nel 787. Teodosio prese parte al concilio di Costantinopoli dell'879-880 che riabilitò il patriarca Fozio. Un sigillo vescovile, databile tra IX e X secolo, ha restituito il nome del vescovo Niceforo.
Dal XIX secolo Timbriade è annoverata tra le sedi vescovili titolari della Chiesa cattolica; la sede è vacante dal 4 novembre 1967. Il suo ultimo titolare è stato Henry Edmund Donnelly, vescovo ausiliare di Detroit.

## Cronotassi

### Vescovi greci
- Costantino † (prima del 680 - dopo il 692)
- Giovanni † (menzionato nel 787)
- Teodosio † (menzionato nell'879)
- Niceforo † (IX/X secolo)

### Vescovi titolari
- François Camille Van Ronslé, C.I.C.M. † (5 giugno 1896 - 14 novembre 1938 deceduto)
- Walter James Fitzgerald, S.I. † (14 dicembre 1938 - 19 luglio 1947 deceduto)
- Dionigi Vismara, P.I.M.E. † (19 febbraio 1948 - 13 ottobre 1953 deceduto)
- Henry Edmund Donnelly † (6 settembre 1954 - 4 novembre 1967 deceduto)